# Trigonostylus spinosus
Trigonostylus spinosus är en mångfotingart som beskrevs av Henri W. Brölemann 1898. Trigonostylus spinosus ingår i släktet Trigonostylus och familjen Cyrtodesmidae. Inga underarter finns listade i Catalogue of Life.